# Andreas Heege
Andreas Heege (* 1957 in Wattenscheid) ist ein Mittelalter- und Neuzeitarchäologe. Er hat die deutsche sowie die schweizerische Staatsbürgerschaft inne und lebt in der Schweiz.

## Leben

### Ausbildung
Heege studierte Ur- und Frühgeschichte mit den Schwerpunkten Neolithikum, Metallzeiten, Früh- und Hochmittelalter an den Universitäten Köln und Bonn beiGernot Jacob-Friesen, Jens Lüning, Gerhard Bosinski, Hermann Schwabedissen, Wolfgang Taute und Volker Bierbrauer. In seiner Magisterarbeit befasste er sich mit dem Thema der Grabfunde der Merowingerzeit aus Heidenheim-Großkuchen. Seine Dissertation trägt den Titel Hambach 500. Villa rustica und früh- bis hochmittelalterliche Siedlung Wüstweiler (Gemeinde Niederzier), Kreis Düren.

### Berufliches Wirken
Nach dem Studium arbeitete er als Assistent am Seminar für Ur- und Frühgeschichte der Universität Göttingen und als Stadtarchäologe in Einbeck, Niedersachsen. Als Ergebnis seines dortigen Wirkens entstand 2002 eine Ausstellung und die Publikation „Einbeck im Mittelalter. Eine archäologisch-historische Spurensuche“.
Seit 2002 ist Andreas Heege als selbständiger Archäologe und wissenschaftlicher Autor der Firma „Archäo-Service“ in Zug tätig, ebenso für Archäologie Schweiz, die Kantonsarchäologie Schaffhausen, die Kantonsarchäologie Zug und die Gemeinde Bäriswil. Als wissenschaftlicher Mitarbeiter und Redakteur arbeitete er im Archäologischen Dienst des Kantons Bern.

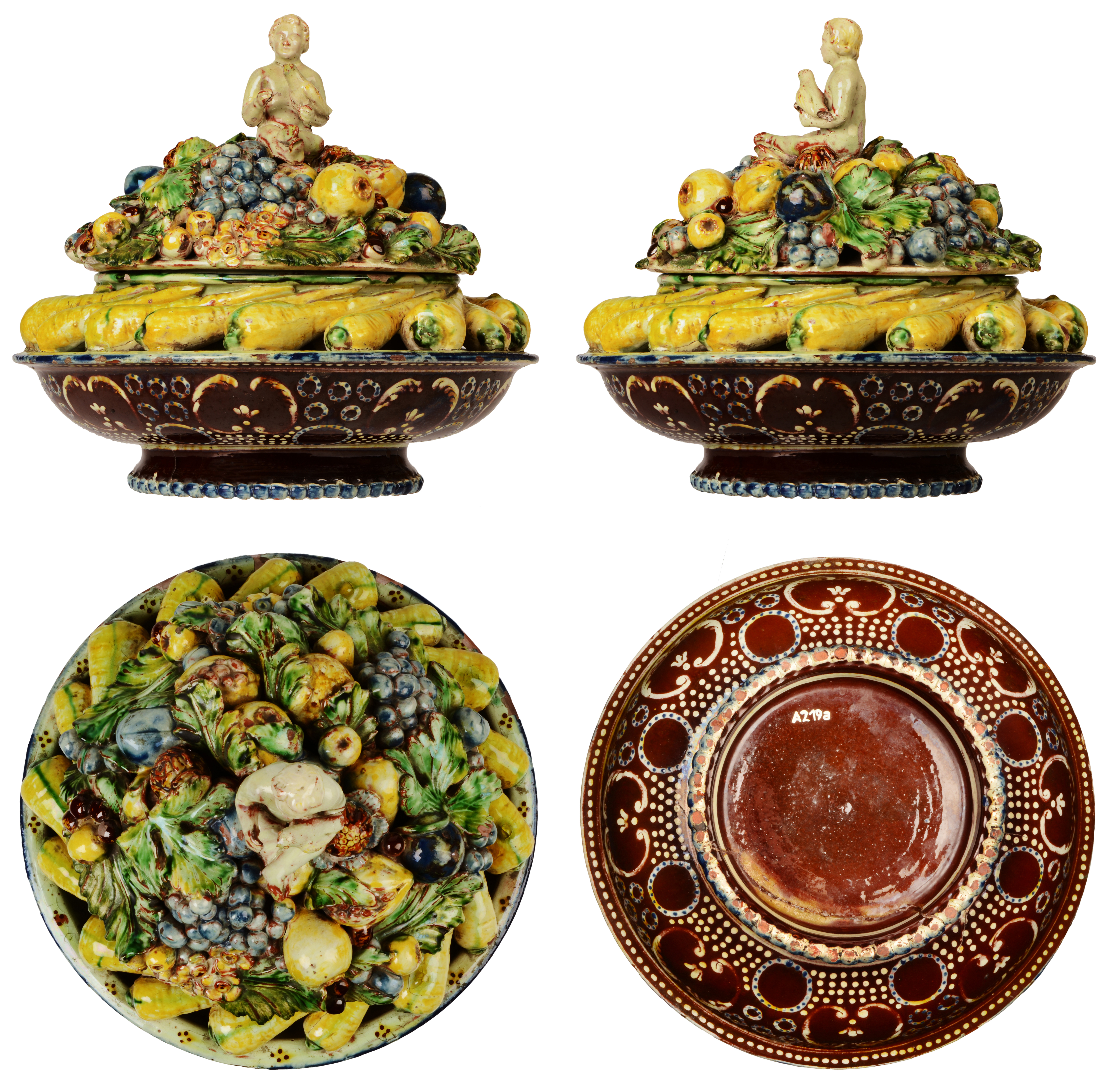
Langnauer Keramik: Hochzeitsschüssel oder Schauessen, um 1800

Von 2011 bis 2014 war Heege wissenschaftlicher Mitarbeiter der Landesarchäologie des Fürstentums Liechtenstein und dort zuständig für die Auswertung der Funde der Ausgrabung „Kirchhügel Bendern“, die mittlerweile publiziert vorliegen. Zwischen dem 1. Januar 2014 und dem 21. September 2017 betreute er im Auftrag der Gemeinde Langnau im Emmental zusammen mit Andreas Kistler aus Bäriswil das Dokumentations- und Auswertungsprojekt „Langnauer Keramik“. 2015 folgte eine Auswertung der mittelalterlichen und neuzeitlichen Keramik des Bäderquartiers von Baden im Aargau im Auftrag der Kantonsarchäologie Aargau. 2015/2016 bearbeitete er den gesamten Bestand deutschschweizerischer Keramik des Musée Ariana in Genf als Grundlage für die Ausstellung „Schnaps et Rösti“. Seit Juni 2017 wertete er Keramik der Hafnerei Lötscher in St. Antönien im Prättigau, Kanton Graubünden aus. Die Forschungsergebnisse erscheinen im April 2018 aus Anlass einer Ausstellung im Rätischen Museum in Chur.
Zum 60. Geburtstag erhielt Andreas Heege 2017 eine Festschrift mit dem Titel „Vom Bodenfund zum Buch – Archäologie durch die Zeiten“. Die Publikation erschien dual als gedrucktes Buch und als Sonderband der Online-Zeitschrift Historische Archäologie der Universität Kiel.
Seit April 2018 hat Andreas Heege das Projekt CERAMICA CH übernommen und eine kostenlose, internetbasierte Bilddatenbank für Keramik der Schweiz gestaltet, die am 1. Dezember 2019 aufgeschaltet wurde. Sie beinhaltet momentan (Januar 2024) die Kantone NE, SO, VD und GR. Außerdem wurden alle Keramiken aus Bäriswil BE, Langnau BE, Blankenburg BE, Ebikon-Luzern LU und St. Antönien GR, Bugnei GR, die sich in öffentlichen Sammlungen befinden, aufgeschaltet. Im Januar 2023 haben die Inventarisationsarbeiten im Kanton Bern begonnen, der Schwerpunkt liegt 2025/26 auf der Sammlung der Stiftung Schloss Thun.
Seit 2021 ist Andreas Heege hauptverantwortlicher Redakteur der Keramikfreunde der Schweiz.

### Forschungsschwerpunkte
Zu Heeges Forschungsschwerpunkten gehört die materielle Kultur vom Frühmittelalter bis ins 20. Jahrhundert. Besonderes Interesse besteht für die Erforschung des Töpferhandwerks, der Töpferöfen und der Keramik in Deutschland und der Schweiz. Daneben interessiert ihn die Erforschung des Alltagslebens und der Sachkultur im Mittelalter und der Neuzeit. Ein besonderes Interesse hat er an der Verknüpfung von archivalischen und archäologischen Informationen im Sinne von Historischer Archäologie. Zu seinen Hobbys gehört die Erforschung der Tabakpfeifen (Tonpfeifen) in Deutschland und der Schweiz, das Sammeln von Fotos mit Essigfässchen aus Steinzeug sowie der Keramik aus Bäriswil, Langnau und St. Antönien im Prättigau. Andreas Heege ist seit langem dem Internationalen Arbeitskreis Keramikforschung verbunden.

## Veröffentlichungen (Auswahl)
- mit Jonathan Frey, Alfred Spycher und Andreas Kistler: Keramik aus Blankenburg, Abraham Marti (1718–1792), ein bernischer Landhafner (= Schriften des Bernischen Historischen Museums 16). Bern 2023, ISBN 978-3-9524783-5-6.
- mit Brigitte Meles: Zürcher Kachelöfen. Das Hafnerhandwerk in der Stadt Zürich und seine Produkte, Schaffhausen 2023, ISBN 978-3-033-09728-5.
- mit Margret Loder-Rettenmund und Andreas Kistler: Luzerner Keramik 1925–1996. In: Jahrbuch der Historischen Gesellschaft Luzern 40, 2022, 39-74. ISSN-Nr. 2234-9685.
- mit Andreas Liesch: Ein Emmentaler in Amerika. In: Keramik-Freunde der Schweiz Revue 136, 2022, 7-32, ISBN 978-3-033-09161-0.
- Zwiebeltöpfe, eine ungewöhnliche Gebrauchsform des 16. bis 20. Jahrhunderts in der Schweiz. In: Karla Roşca (Hrsg.): Ceramica rituală, Ceramica utilitară - Ritualkeramik, Gebrauchskeramik, Sibiu 2022, 237-248.
- mit Tarcisi Hendry, Vischala da Bugnei – Keramik aus Bugnei, La historia dall hafnaria Deragisch (1835-1920) – Die Geschichte der Hafnerei Deragisch (1835-1920). Sedrun 2022, ISBN 978-3-033-09376-8.
- Butterfässer: Eine keramische Sonderform aus der Deutschschweiz. In: Keramik im häuslichen und repräsentativen Gebrauch. 52. Internationales Keramiksymposium in Bad Muskau vom 16. bis zum 20. September 2019. Herausgegeben von der Stiftung „Fürst-Pückler-Park Bad Muskau“ (Muskauer Schriften, Bd. 9). Bad Muskau 2022, S. 159–170, ISBN 978-3-9819414-3-2.
- Neuzeitliche Keramik aus der Chesa Giorgio, S-chanf, Cinuos-chel, In: Archäologie Graubünden 4, 2021, 117-177, ISBN 978-3-907095-49-2.
- Winterthurer Schätze der Hafner Graf und Pfau. In: Revue. Mitteilungsblatt der Keramikfreunde der Schweiz 135, 2021, 9-38, ISBN 978-3-033-08524-4.
- mit Valentin Homberger/Eva Roth Heege u. a.: Haushaltskeramik in der Schweiz und im Fürstentum Liechtenstein, 1350–1850, in: Archäologie Schweiz (Hrsg.), SPM VIII Archäologie der Zeit von 1350 bis 1850 - L'achéologie de la période entre 1350 et 1850 - L'archeologia del periodo tr l'1350 ed il 1850, Basel 2020, ISBN 978-3-908006-49-7
- Die Keramiksammlung im Rätischen Museum, In: Jahresbericht der Stiftung Rätisches Museum Chur, 2021, 43-100.
- Die Tabakpfeifen der Glashütte Court, Sous les Roches (1673-1699), In: Jahrbuch Archäologie Bern, 2020, 290-300, ISBN 978-3-9525057-4-8.
- mit Marquita Volken, Stefan Teuber: Einbeck-Petersilienwasser 2 - Lederfunde und Schusterwerkzeuge (= Studien zur Einbecker Geschichte 19), Oldenburg 2020, ISBN 978-3-7308-1642-4
- mit Alfred Spycher, Andreas Kistler: Die Hafner von Hängelen und das Rätsel der Bäriswiler Kachelöfen, In: Gemeindebuch Krauchthal 2020, 173-256.
- Ein schöner Anblick – Keramik aus der Sammlung des Rittersaalvereins Burgdorf. In: Burgdorfer Jahrbuch 87, 2020, 11-38, ISBN 978-3-9525085-0-3.
- Springfederdekor - Chattering - Décor guilloché - Hemrad dekor. The history and development of a decorative technique found on 17th- to 19th century earthenware ceramics from Scandinavia, Poland, Germany, Switzerland, Austria and Liechtenstein. In: G. Blažková, K. Matějková (Hrsg.): Europa Postmedievalis 2018 - Post-medieval pottery between (its) borders (= Europa postmedievalis 1). Oxford 2019, 95-114, ISBN 978-1-78969-188-7.
- mit Armand Baeriswyl: Gassengeschichten. Die Ausgrabungen in der Markt-, Kram- und Gerechtigkeitsgasse von Bern (= Hefte zur Archäologie im Kanton Bern. Band 5). Archäologischer Dienst des Kantons Bern, Bern 2019, ISBN 978-3-9524659-8-1.
- Keramik aus St. Antönien. Die Geschichte der Hafnerei Lötscher und ihrer Produkte (1804-1898) (= Archäologie Graubünden. Sonderheft 7). 2 Bände, Somedia-Buchverlag, Glarus/Chur 2019, ISBN 978-3-907095-01-0.
- mit Andreas Kistler: Keramik aus Langnau. Zur Geschichte der bedeutendsten Landhafnerei im Kanton Bern (= Schriften des Bernischen Historischen Museums. Band 13). 2 Bände, Bernisches Historisches Museum, Bern 2017, ISBN 978-3-9524783-0-1.
- mit Andreas Kistler: Poteries décorées de Suisse alémanique, 17e-19e siècles – Collections du Musée Ariana, Genève / Keramik der Deutschschweiz, 17.-19. Jahrhundert – Die Sammlung des Musée Ariana, Genf. 5 Continents Edition, Mailand 2017, ISBN 978-88-7439-769-3.
- Die Ausgrabungen auf dem Kirchhügel von Bendern, Gemeinde Gamprin, Fürstentum Liechtenstein. Bände 2 + 3: Die Geschirrkeramik vom 12. bis 20. Jahrhundert. Amt für Kultur Fürstentum Liechtenstein, Archäologie, Vaduz 2016, ISBN 978-3-9522933-8-6.
- mit Andreas Kistler und Walter Thut: Keramik aus Bäriswil. Zur Geschichte einer bedeutenden Landhafnerei im Kanton Bern (= Schriften des Bernischen Historischen Museums. 10). Bernisches Historisches Museum, Bern 2011, ISBN 978-3-9523269-6-1.
- Hohenklingen ob Stein am Rhein. Band 2: Burg, Hochwacht, Kuranstalt. Forschungen zur materiellen Kultur vom 12. bis zum 20. Jahrhundert (= Schaffhauser Archäologie. Band 9). Baudepartement des Kantons Schaffhausen, Kantonsarchäologie, Schaffhausen 2010, ISBN 978-3-9523689-2-3.
- Keramik um 1800. Das historisch datierte Küchen- und Tischgeschirr von Bern, Brunngasshalde. Rub Media, Bern 2010.
- Steinzeug in der Schweiz (14.–20. Jh.). Ein Überblick über die Funde im Kanton Bern und den Stand der Forschung zu deutschem, französischem und englischem Steinzeug in der Schweiz. Rub Media, Bern 2009.
- Töpferöfen – Pottery kilns – Four de potiers. Die Erforschung frühmittelalterlicher bis neuzeitlicher Töpferöfen (6.–20. Jh.) in Belgien, den Niederlanden, Deutschland, Österreich und der Schweiz (= Basler Hefte zur Archäologie. Band 4). Archäologie-Verlag, Basel 2007 (2008).
- Einbeck im Mittelalter. Eine archäologisch-historische Spurensuche (= Studien zur Einbecker Geschichte. Band 17). Isensee, Oldenburg 2002, ISBN 3-89598-836-7.
- Hambach 500. Villa rustica und früh- bis hochmittelalterliche Siedlung (= Rheinische Ausgrabungen. Band 41). Rudolf Habelt, Köln/Bonn 1998.
- Die Keramik des frühen und hohen Mittelalters aus dem Rheinland. Stand der Forschung – Typologie, Chronologie, Warenarten (= Archäologische Berichte. Band 5). Holos, Bonn 1995, ISBN 3-86097-138-7 (online).
- Grabfunde der Merowingerzeit aus Heidenheim-Grosskuchen (= Materialhefte zur Vor- und Frühgeschichte in Baden-Württemberg. Band 9). Theiss, Stuttgart 1987.